# 127-я стрелковая дивизия (2-го формирования)
127-я стрелковая дивизия — воинское соединение РККА, принимавшее участие в Великой Отечественной войне.
Сокращённое наименование — 127 сд.

## История
Сформирована в марте 1942 года в Приволжском военном округе как 127-я стрелковая дивизия. В её состав вошли 547-й, 549-й, 555-й стрелковые и 1034-й артиллерийский полки. В начале июня 1942 года была включена в 5-ю резервную (с 4 июля 63-я) армию Резерва Ставки ВГК.
Впервые вступила в бой в составе 63 А Сталинградского фронта 13 июля 1942 года на реке Дон в районе Верхнего Мамона. В течение 5 месяцев во взаимодействии с другими соединениями 63-й, а затем 6-й армии Воронежского фронта дивизия сдерживала натиск превосходящих сил врага и не отступила ни на шаг с занимаемого рубежа на восточном берегу реки Дон.
В ходе Острогожско-Россошанской наступательной операции 1943 года части дивизии в составе 3 ТА Воронежского фронта прорвали оборону противника на правом берегу реки в районе Новая Калитва, разгромили части двух вражеских дивизий, захватили в плен более тысячи солдат и офицеров, много трофеев.
За образцовое выполнение боевых заданий командования, мужество и героизм личного состава дивизия была удостоена звания гвардейской и преобразована в 62-ю гвардейскую стрелковую дивизию (15 января 1943).

## Состав
- Управление дивизии
- 547-й стрелковый полк
- 549-й стрелковый полк
- 555-й стрелковый полк
- 1034-й артиллерийский полк
- 410-й отдельный истребительно-противотанковый дивизион
- 465-я зенитная автотранспортная рота
- 221-я разведывательная рота
- 329-й сапёрный батальон
- 679-й отдельный батальон связи
- 249-й медико-санитарный батальон
- 165-я отдельная рота химзащиты
- 533-я автотранспортная рота
- 377-я полевая хлебопекарня
- 848-й дивизионный ветеринарный лазарет
- 1833-я (1967-я) полевая почтовая станция
- 1156-я полевая касса Госбанка[1]

## Подчинение
| Дата            | Фронт (округ)             | Армия               |
| --------------- | ------------------------- | ------------------- |
| 01.04.1942 года | Приволжский военный округ |                     |
| 01.07.1942 года | Резерв Ставки ВГК         | 5-я резервная армия |
| 01.08.1942 года | Сталинградский фронт      | 63-я армия          |
| 01.10.1942 года | Воронежский фронт         | 6-я армия           |
| 01.01.1943 года | Юго-Западный фронт        | 6-я армия           |

## Командование дивизии

### Командиры дивизии
- Сергеев, Константин Алексеевич (13.03.1942 — 17.04.1942), полковник
- Зайцев, Георгий Михайлович (18.04.1942 — 15.01.1943)